# اضطراب الفص الجبهي
اضطراب الفص الجبهي (بالإنجليزية: Frontal lobe disorder) هو اعتلال يحدث في الفص الجبهي بسبب الإصابة بمرض أو رض على الرأس. يلعب الفص الجبهي في الدماغ دورًا أساسيًا في الوظائف العقلية العليا كالحركة والتخطيط والسلوك الاجتماعي وتشكيل الكلام. يمكن أن تحدث متلازمة الفص الجبهي بسبب مجموعة من الحالات التي تشمل رض الرأس والأورام والأمراض التنكسية والجراحات العصبية والأمراض الوعائية الدماغية. قد يُكشف اعتلال الفص الجبهي بملاحظة علامات سريرية نموذجية، واستخدام اختبارات مسح بسيطة، وفحوص عصبية اختصاصية.

## العلامات والأعراض
يمكن أن تُكشف أعراض وعلامات اضطراب الفص الجبهي من خلال ظهور متلازمة خلل الأداء (Dysexecutive syndrome)، تشمل هذه المتلازمة عددًا من الأعراض التي تميل للحدوث بصورة متزامنة. وبشكل عام، تُصنف هذه الأعراض على أنها: معرفية (حركة وكلام)، وجدانية، وسلوكية.
رغم تزامن العديد من هذه الأعراض، من الشائع مصادفة مرضى يعانون من قسم منها وليس جميعها. دفع هذا بعض الباحثين للجدل حول صحة تسمية متلازمة خلل الأداء لوصف هذه الأعراض المتنوعة. حقيقة حدوث العديد من أعراض متلازمة خلل الأداء بشكل مفرد دفع بعض الباحثين لاقتراح عدم تصنيف الأعراض المتنوعة كمتلازمة. تقترح بعض الأبحاث التصويرية الأخيرة المجراة على مناطق القشرة الجبهية أن وظائف الأداء قد تكون أكثر تفردًا مما كنا نعتقد.
يمكن أن نقسم الأعراض والعلامات كالتالي:
الأعراض والعلامات الحركية:
- الرجفان.
- اللاأدائية.
- خلل التوتر.
- اضطراب المشي.
- الخرق.
- الأعراض والعلامات الوجدانية:
- صعوبة كبت المشاعر، الغضب، الإثارة.
- الاكتئاب.
- صعوبة فهم وجهات النظر الأخرى.

الأعراض والعلامات السلوكية:
- السلوك الاستخدامي.
- السلوك المتردد (المتكرر).
- الكبت الاجتماعي.
- تناول الطعام القهري.
- العلامات اللغوية:
- الحبسة (فقدان القدرة على الكلام).
- الحبسة التعبيرية.

## الأسباب
قد يكون رض الدماغ المغلق سببًا لاضطراب الفص الجبهي. على سبيل المثال، قد تنجم الإصابة عن حادث يسبب ضررًا للقشرة الجبهية الحجاجية في الدماغ.
قد تسبب الأمراض الوعائية الدماغية حدوث نشبة في الفص الجبهي. قد تظهر الأورام، كالورم السحائي، على هيئة متلازمة الفص الجبهي. اعتلال الفص الجبهي من مميزات مرض ألزهايمر والخرف الجبهي الصدغي وداء بيك.

## الإمراضية
تشمل إمراضية اضطراب الفص الجبهي عدة آليات مرضية، نوجز البعض منها في ما يلي:
- متلازمة فوستر كينيدي: تحدث بسبب وجود ورم في الفص الجبهي يؤدي إلى ضمور عيني في نفس الجهة ووذمة حليمة العصبي البصري في الجهة المقابلة.
- متلازمة عدم التحفظ الجبهي، متلازمة ريت، واضطراب فرط الحركة ونقص الانتباه:
- تنتج عن ضرر في الفص الجبهي بسبب وجود أورام غالبًا.
- عدم التحفظ الاجتماعي وإظهار قصور شديد في المحاكمة والتبصر والبصيرة.
- السلوك المضاد للمجتمع، هو ميزة وصفية لمتلازمة عدم التحفظ الجبهي.
- متلازمة فقد الإرادة الجبهية، وتشمل:
- خسارة القدرة على المبادرة والإبداع والفضول.
- فتور وجداني واسع والإصابة بالتقليدية.

### التشريح والوظائف
يحتوي الفص الجبهي على التلفيف أمام المركزي والقشرة أمام الجبهية، والقشرة الجبهية الحجاجية. توجد هذه المناطق الثلاث في كلا نصفي الكرة المخية الأيمن والأيسر. يختص التلفيف أمام المركزي، أو ما يدعى بالقشرة المحركة الأولية، بالتخطيط والمبادرة والتحكم بالحركات الدقيقة، ويقع في القسم الظهري الوحشي من كل نصف كرة مخية. يختص القسم الظهري الوحشي من الفص الجبهي بالتخطيط وتكوين الاستراتيجيات ووظائف أدائية أخرى. تدخل القشرة أمام الجبهية في نصف الكرة المخية الأيسر في عمليات الذاكرة اللفظية بينما تكون القشرة أمام الجبهية اليمنى مسؤولة عن الذاكرة المكانية. ناحية الوِصاد الجبهية اليسرى، أو ما يدعى باحة بروكا، مسؤولة عن اللغة التعبيرية على سبيل المثال. تختص القشرة الحجاجية الجبهية بتثبيط الاستجابة والتحكم بالدوافع والسلوك الاجتماعي.

## التشخيص
يمكن أن نقسم تشخيص اضطراب الفص الجبهي إلى ثلاثة أقسام:
- التاريخ المرضي: قد تُكشف اضطرابات الفص الجبهي من خلال حدوث تبدل مفاجئ أو سريع في شخصية الفرد على سبيل المثال، يترافق هذا مع خسارة الوعي الاجتماعي، عدم التحفظ، عدم الاستقرار العاطفي، الهياج أو الاندفاع.

وبشكل آخر، قد يظهر الاضطراب على شكل تبدل في المزاج مثل الاكتئاب أو القلق أو اللامبالاة.
- الفحص: عند اختبار الحالة العقلية، قد يظهر لدى المصاب بضرر في الفص الجبهي اضطراب في الكلام، ونقص في الطلاقة اللفظية. يفقد المصاب قدرته على التبصر والمحاكمة، لكنه لا يبدي شذوذات معرفية أو قصورًا في الذاكرة (التي تُقاس باختبار الحالة العقلية المصغر مثلًا). عند اشتداد القصور يمكن أن يشكو المريض من الصداء الكلامي أو الخرس. قد يُظهر الفحص العصبي منعكسات بدائية (تعرف أيضًا بعلامات تحرير الفص الجبهي) مثل منعكس القبض. تظهر اللاحركية (خسارة القدرة على القيام بالحركات العفوية) في الحالات المتقدمة الأكثر شدة.[12]

- استقصاءات أخرى: من الممكن إجراء مجموعة من الاختبارات العصبية النفسية لتوضيح طبيعة وامتداد سوء وظيفة الفص الجبهي. على سبيل المثال، يمكن قياس القدرة على تكوين المفاهيم وتغيير القواعد العقلية باستخدام اختبار ترتيب البطاقات لويسكونسين، ويمكن تقييم القدرة على التخطيط  باستخدام اختبار موزيس الثانوي لقياس درجة وكسلر للذكاء عند الأطفال «دبليو آي إس سي»،[13] يظهر لدى المرضى المصابين بداء بيك ضمور في القشرة الجبهية على صورة المرنان المغناطيسي. يظهر أيضًا قصور الفص الجبهي الناتج عن أذيات الرأس أو الأورام أو الأمراض الوعائية الدماغية على صورة الدماغ.[14]

## العلاج
يُقدم العلاج الداعم لعلاج اضطراب الفص الجبهي، وقد تكون هناك حاجة إلى نوع من الرقابة. يعتمد الإنذار على سبب الاضطراب، ويوجد احتمال لحدوث اختلاطات عند المصابين بأذيات شديدة مثل الإصابة بالعجز، وفي هذه الحالة، قد لا يتعرف المريض على مقدم الرعاية الصحية.
يعتبر العلاج الكلامي نوعًا آخر من العلاجات المستخدمة في التعامل مع اضطراب الفص الجبهي. قد يساعد هذا العلاج المصابين بأعراض مترافقة مع الحبسة الكلامية والرتة (عسر التلفظ بالكلمات).

## التاريخ
دعيت حالة فينس غيج، الذي عانى من أذية شديدة في الفص الجبهي عام 1848، بمتلازمة خلل الأداء. كانت التبدلات النفسية عند غيج مفرطة في غالب الأحيان، ومن بين جميع الأعراض التي ذُكرت، كان الغضب والإحباط وقصور الذاكرة البسيط وصعوبة التخطيط الأعراض الوحيدة التي ظهرت لدى غيج.